# Mezőtúr (stacja kolejowa)
Mezőtúr (węg. Mezőtúr vasútállomás) – stacja kolejowa w Mezőtúr, w komitacie Jász-Nagykun-Szolnok, na Węgrzech. 
Stacja znajduje się na ważnej linii 120 Budapest – Újszász – Szolnok – Lőkösháza i obsługuje pociągi wszystkich kategorii.

## Linie kolejowe
- Linia 120 Budapest – Újszász – Szolnok – Lőkösháza
- Linia 125 Mezőtúr – Orosháza – Mezőhegyes
- Linia 124 Mezőtúr – Túrkeve - zlikwidowana